# Словенци у Републици Српској
Словенци у Републици Српској (словен. Slovenci  v Republiki Srbski) грађани су словеначког поријекла, који живе и раде на територији Републике Српске. Словенци су на просторима данашње Републике Српске присутни још за вријеме постојања Отоманске империје. Највећи број Словенаца долази током Босанско-херцеговачког устанка како би се борио у устаничкој војсци. Након аустроугарске окупације словеначки индустријалци насељавају просторе Српске, због великих шумских богатстава која им користе за покретање дрвопрерађивачких послова. Словенци су на територији Републике Српске активно присутни и данас, а своје активности усмјерене ка очувању језика, куктуре, обичаја и традиције углавном спроводе у оквиру својих удружења, док је кровно удружење, Удружење Словенаца Републике Српске „Триглав”.
Словенци су једна од седамнаест службених националних мањина у Републици Српској, а њихове интересе заступају представници и делегати у Савјету националних мањина, и Савезу националних мањина.

## Историјат
Прва досељавања Словенаца на територију данашње Републике Српске, забиљежена су већ средином 19. вијека. Богати шумом ови предјели су били примамљива земља за бројне словеначке шумске раднике, понајвише из крањске и приморске Словеније. Први такви радници из Словеније радили су 1855. године на планинама Козари, Просари и Мотајици, око Дервенте, Бање Луке и Зворника. Али, све су то били сезонски радници, који се нису дуже задржавали у нашој земљи. Кад је крајем 19. вијека простор данашње Републике Српске потпао под Аустроугарску управу у ове су се крајеве почели досељавати народи из других дијелова Монархије; Аустријанци, Мађари, Чеси, Италијани, па тако и Словенци. Главни је разлог била потреба за стручњацима разних профила. Долазили су инжењери, архитекти, геометри, рудари, војници, љекари, фармацеути, професори, трговци. 
Словенски досељеници су се, већ од првих година досељавања на територију данашње Републике Српске, активно укључили у привредни и друштвени живот земље. Први успјешни власник Сарајевске пиваре, основане још давне 1864. године, био је Словенац А. Гердоуц, који је управљао пиваром од 1870. до 1890. године. У Вишеград се населио Локар Франц који је у истоименом граду отворио пилану.
До почетка 20. вијека највише Словенаца доселило се на простор Бање Луке. Временом, промјеном државно политичких уређења у Босни и Херцеговини поступно се смањивало насељавање Словенаца. У периоду после Другог свјетског рата и насељавање Словенаца се свело на појединачне случајеве оних који су долазили ради службе и ту остали живјети.
Међу научне раднике убраја се професор Миран Мол са Техничког факултета у Бањој Луци, који је написао неколико уџбеника и научних радова из подручја електротехнике. Први доктор филмске педагогије у Европи био је Мирослав Врабец. Најпознатији Словенац који је оставио дубок траг у историји Републике Српске био је Руди Чајавец први партизански пилот у вријеме Другог свјетског рата.

### Устанак у Босни
Народна скупштина у Јамници је прва Скупштина устаничких вођа током Устанка у Босни, а одржана је на православни Божић 1876. у српској школи у селу Јамница, код Двора на Уни, на Банији, одржана у циљу дефинисања самог тока устанка, као и бирања устаничких вођа. На овој скупштини је за команданта устаничке војске изабран Словенац Мирослав Хубмајер звани Црни. Велики број добровољаца током Устанка у Босни дошао је у устанак из Слoвеније. Словенаца је било са Мирославом Хубмајером (Александар Томан, Антон Сушник, Карел Симончић, Јанко Стибил, неки Залар и Мерцел), као и у чети Петра Мркоњића (Виктор Мерлак, Јанез Мејач,Валентин Чесен, А. Ковачич, М. Заплотник и Погачник).

### Краљевина Срба, Хрвата и Словенаца
У периоду Краљевине Срба, Хрвата и Словенаца, а касније Краљевине Југославије, са територија Приморске, Горице, Брда, Випавске долине, Сежане и Краса, који су Рапалским споразумом припали Италији, Словенци се у великом броју селе у Краљевину Југославију. Велики број Словенаца се одлучује на Врбаску бановину, гдје се у Бањалуку и Слатину, насеље познато као бањско љечилиште, сели прва словеначка породица, 1925. године. Антон Штрекељ, професор у Пољопривредној школи у Бањалуци, помогао је Словенцима при сеобама, посебно у Слатини, гдје је посједовао велике земљишне посједе. Само у Слатини, пред Други свјетски рат боравило је, према процјенама, око 250 Словенаца. У поменутом насељу, Словенци су основали удружење Истра и хор Соча, гдје су учествовали и Срби и Чеси. Словенци су својим знањем и искуством из подручја пољопривреде, умногоме осавременили Слатински крај, гдје су такође отворили велики број занатских радњи.

## Религија
Словенци у Републици Српској, као и већина њихових сународника, у матичној земљи, као и широм свијета су католичке вјероисповијести.

## Удружења
Доласком на подручје Бање Луке и Слатине, Словенци су основали Словенско друштво „Триглав“ 1923. године у Бањој Луци, Спортско друштво „Сокол“,такође у Бањој Луци 1936. године, које је имало и одјељење у Слатини и Културно друштво „Истра“ између 1928 - 1930 године. При друштву „Истра“ основано је Културно-умјетничко друштво „Соча“, које је имало драмску, тамбурашку секцију и збор. У Бањој Луци је 1938. године отворена и словенска народна кухиња, која је постала и омиљеним састајалиштем Словенаца.
У Републици Српској, постоје три удружење, која окупљају припаднике словеначког народа, као и поштоваоце словеначке, историје и културе.Једно је  Удружење Словенаца Републике Српске „Триглав“ Бања Лука. Удружење је од 1998. године регистровано као невладина, непрофитабилна организација, с циљем окупљања Словенаца и њихових потомака који живе на подручју Бањалуке и околине, како би им помогло при рјешавању егзистенцијалних питања. Временом су се циљеви Удружења промијенили, тако да је његова данашња улога очување и поштовање права и интереса Словенаца као мањине на подручју Српске, очување идентитета и националне свијести, подстицање сарадње са Републиком Словенијом на културном, умјетничком и спортском подручју, те повезивање словеначких удружења из читавог свијета. 
Удружење Словенаца је у протеклих 13 година постало активно на многим пољима, прије свега се исказало на подручју културе. У том времену се у њега укључивало све више Словенаца, тако да данас број чланова прелази 1400.
У склопу овог удружења дјелује и мјешовити хор „Даворин Јенко“ који је формиран јануара 2001. године. Први наступ је имао на Мартиновању исте године, а први већи јавни наступ фебруара 2002. године у Културној дворани Банског двора, на прослави Прешернових дана. Репертоар хора чине углавном словеначке народне и умјетничке пјесме. Удружење такође од 1998. године редовно организује и додатну наставу словеначког језика. Удружење Словенаца Републике Српске "Триглав" Бања Лука, од 2009. године редовно организује „Словеначке дане“ у Слатини, некада највећем словеначком насељу. Ова манифестација представља сјећање на многе досељене Крашевце, Приморце, Горичане и остале, који су се давне 1923. године због терора, војних дешавања, националне мржње почели досељевати на то подручје. Брдовито слатинско подручје их је подсјећало на домовину, коју су морали напустити. Чланови Удружења Словенаца Републике Српске „Триглав“ из Бање Луке, већ седамнаест година прослављају стари словеначки обичај крштења вина, Мартиновање.
Друго удружење је удружење Словенаца региона Добој „Прежихов Воранц“ основано је 1998. године и окупља више од 200 Словенаца и грађана словеначког поријекла, као и симпатизера из Добоја и Теслића, затим из Дервенте, Модриче и Брода.
Треће удружење које дјелује у Републици Српској је удружење Словенаца „Липа“ Приједор. Рад овог удружења у великој мјери подржава Канцеларија владе Републике Словеније за Словенце у иностранству као и Град Приједор. Удружење има разноврсне активности зависно о пројектима у текућој години, као што су: фолклор, пјевање, глума, рецитовање, истраживање и слично.

## Распрострањеност
По попису становништва 2013. у Босни и Херцеговини, а према подацима које је издао Републички завод за статистику, и који су једини валидни за Републику Српску, у Републици Српској је живјело 504 Словенаца. Словенци настањују сљедеће општине и градове:
| Словенци, по општинама и градовима, према попису становништва 2013. у Републици Српској |        |
| јединица локалне самоуправе                                                             | укупно |
| укупно                                                                                  | 504    |
| Бања Лука                                                                               | 224    |
| Бијељина                                                                                | 20     |
| Брод                                                                                    | 1      |
| Вишеград                                                                                | 1      |
| Гацко                                                                                   | 1      |
| Градишка                                                                                | 13     |
| Дервента                                                                                | 1      |
| Добој                                                                                   | 6      |
| Зворник                                                                                 | 3      |
| Источна Илиџа                                                                           | 4      |
| Источни Стари Град                                                                      | 1      |
| Источно Ново Сарајево                                                                   | 5      |
| Кнежево                                                                                 | 2      |
| Козарска Дубица                                                                         | 7      |
| Костајница                                                                              | 1      |
| Котор Варош                                                                             | 1      |
| Лакташи                                                                                 | 46     |
| Модрича                                                                                 | 7      |
| Мркоњић Град                                                                            | 1      |
| Невесиње                                                                                | 1      |
| Нови Град                                                                               | 8      |
| Ново Горажде                                                                            | 2      |
| Оштра Лука                                                                              | 1      |
| Пале                                                                                    | 5      |
| Пелагићево                                                                              | 1      |
| Приједор                                                                                | 65     |
| Прњавор                                                                                 | 20     |
| Рибник                                                                                  | 2      |
| Соколац                                                                                 | 2      |
| Србац                                                                                   | 8      |
| Теслић                                                                                  | 14     |
| Требиње                                                                                 | 5      |
| Угљевик                                                                                 | 4      |
| Фоча                                                                                    | 13     |
| Хан Пијесак                                                                             | 1      |
| Челинац                                                                                 | 4      |
| Шамац                                                                                   | 2      |
| Шековићи                                                                                | 1      |
| Шипово                                                                                  | 1      |

## Значајне личности
- Даре Валич, југословенски и словеначки филмски и позоришни глумац, рођен у Бања Луци.
- Јанез Видмар, потпуковник Војске Републике Српске.[14]
- Мирослав Галич, потпуковник Војске Републике Српске.[14]
- Валентин Инцко, аустријски дипломата словеначког порекла. Рођен је у породици Корушких Словенаца. Тренутно обавља дужност високог представника за Босну и Херцеговину.
- Франц Локар, власник прве пилане у Вишеграду.
- Миран Мол, професор са Техничког факултета у Бањој Луци, који је написао неколико уџбеника и научних радова из подручја електротехнике.
- Волфганг Петрич, аустријски дипломата и припадник националне мањине корушких Словенаца, који је између 1999. и 2002. био високи представник Уједињених нација у Босни и Херцеговини.
- Франц Сошња, делегат у трећем сазиву Вијећа народа Републике Српске из реда осталих народа.
- Мирослав Хубмајер, командант устаничке восјке, за вријеме Устанка у Босни 1875. године.
- Руди Чајавец, први партизански пилот у вријеме Другог свјетског рата.